# Bitaga
Bitaga (en georgiano: ბითაგა; en ruso: Битага) o Btvaga (en abjasio: Бҭәага) es una aldea que pertenece a la parcialmente reconocida República de Abjasia, parte del distrito de Sujumi, aunque de iure pertenece al municipio de Sojumi de la República Autónoma de Abjasia de Georgia.

## Geografía
Bitaga se encuentra en la confluencia de los ríos Bitaga y Bzipi, 70 km de Sujumi. La aldea se administra desde el pueblo de Psju.

## Demografía
La evolución demográfica de Bitaga entre 1959 y 1989 fue la siguiente:
| 79                                                  | 32 |
| (Fuente: Population of Abkhazia since Soviet times) |    |

Antes de la guerra de Abjasia, la mayoría de la población local eran rusos.